# Ninheira
Ninheira är en kommun i Brasilien.   Den ligger i delstaten Minas Gerais, i den östra delen av landet, 700 km öster om huvudstaden Brasília. Antalet invånare är 9 795.
Omgivningarna runt Ninheira är huvudsakligen savann. Runt Ninheira är det glesbefolkat, med 8 invånare per kvadratkilometer.